# Institut Arbeit und Qualifikation
Das Institut Arbeit und Qualifikation (IAQ) ist eine eigenständige wissenschaftliche Einrichtung im Fachbereich Gesellschaftswissenschaften der Universität Duisburg-Essen mit Sitz auf dem Duisburger Campus.

## Entstehung und Geschichte
Das IAQ ist im Jahr 2007 aus vier Forschungsschwerpunkten und einem Teil der Wissenschaftler des früheren Instituts Arbeit und Technik (IAT), gegründet worden, das auf Beschluss der Landesregierung neuorganisiert und in die Universität Duisburg-Essen und die FH Gelsenkirchen überführt wurde.
Es wird interdisziplinäre und international vergleichende sozialwissenschaftliche Forschung in den Bereichen Beschäftigung, Arbeit- und Arbeitsgestaltung, Sozialsysteme und Bildung betrieben.

## Struktur
Derzeit arbeiten ca. 75 Mitarbeiter in einer Vielzahl unterschiedlicher Forschungsprojekte. Die Geschäftsführung des IAQ setzt sich zusammen aus Ute Klammer (Geschäftsführende Direktorin), Martin Brussig (Stellvertretender geschäftsführender Direktor) und Oliver Schmidt (Administrativer Geschäftsführer). Die wissenschaftliche Arbeit erfolgt in vier Forschungsabteilungen (Arbeitszeit und Arbeitsorganisation (AZAO), Bildung, Entwicklung und soziale Teilhabe (BEST), Prekarisierung, Regulierung, Arbeitsqualität (PreRA) sowie Arbeitsmarkt – Integration – Mobilität (AIM)), die jeweils einem Abteilungsleiter unterstellt sind.
2021 wurde das Deutsche Institut für Interdisziplinäre Sozialpolitikforschung DIFIS als gemeinsame Einrichtung der Universitäten Duisburg-Essen und Bremen in Verantwortung des Instituts Arbeit und Qualifikation, Duisburg und des SOCIUM Forschungszentrum Ungleichheit und Sozialpolitik, Bremen eröffnet. Geleitet wird das DIFIS von Ute Klammer (IAQ), Stellvertretender Leiter ist Frank Nullmeier (SOCIUM).

## Wissenschaftliches Profil
Als Zentrum für interdisziplinäre und international vergleichende Forschung in den Sozialwissenschaften richtet das IAQ den besonderen Fokus auf die Bereiche Beschäftigung, Sozial- und Bildungssysteme. Es befasst sich mit Grundlagen- wie auch angewandter Forschung.

## Forschungsprojekte
Die folgende Auflistung soll einen Überblick über verschiedene aktuelle und abgeschlossene Forschungsprojekte des IAQ geben.
- Das Informationsportal Sozialpolitik-aktuell bietet Berichte und Stellungnahmen, Gesetze und rechtliche Neuregelungen sowie eine Sammlung von Infografiken & Tabellen zu dem Themenspektrum der Sozialpolitik und sozialen Lage in Deutschland. Ziel dieses (laufend aktualisierten) Angebots ist ein Wissenstransfer an alle Interessierten (z. B. Studierende, Journalisten, Lehrende, Beschäftigte im Sozialwesen, Betriebsräte etc.), der sich nicht nur auf die Vermittlung der Inhalte der Sozialpolitik und der (sozial-)politischen Lage in Deutschland beschränkt, sondern auch die Sozialpolitik der Europäischen Union und die Positionierung der Bundesrepublik innerhalb dieser umfasst.
- Einfache Tätigkeiten im internationalen Vergleich (Deutsche Länderstudie im Rahmen des internationalen Forschungsverbundes "Future of Work in Europe and USA - Opportunity in the workplace")[2][3][4] 
Im Rahmen dieser Studie hat das IAQ die Entwicklung und Verbreitung von Niedriglohnbeschäftigung in Deutschland analysiert und den internationalen Vergleich der fünf Länderstudien zwischen internationalen Wissenschaftlern koordiniert. Die Ergebnisse wurden von der auftraggebenden Russell-Sage-Foundation veröffentlicht.
- Das Projekt Altersübergangs-Monitor hat zum Ziel, betrieblichen und gesellschaftlichen Akteuren ein repräsentatives und möglichst zeitnahes Bild vom Übergangsgeschehen zwischen der Erwerbs- und der Ruhestandsphase zu vermitteln. Zu diesem Zweck werden verschiedene Datenquellen analysiert, systematisch aufeinander bezogen und im Kontext der Veränderung institutioneller Rahmenbedingungen interpretiert. Ergebnisse des von der Hans-Böckler-Stiftung und dem Forschungsnetzwerk Alterssicherung geförderten Projektes werden in unregelmäßiger Folge im Altersübergangs-Report publiziert.
- Armut und soziale Ausgrenzung in ländlichen Regionen/Poverty and Social Exclusion in Rural Areas. Die Studie beschreibt und bewertet das Phänomen Armut und soziale Ausgrenzung in den ländlichen Gebieten der EU. Die Auswirkungen entsprechender politischer Maßnahmen wird auch untersucht, insbesondere Maßnahmen im Rahmen von Programmen zur regionalen oder ländlichen Entwicklung, die mit Unterstützung durch die EU-Strukturfonds eingeleitet wurden.[5]
- Frauen in „einfachen“ Tätigkeiten/Women in Low-skill Work. Ziel der Studie im Auftrag des Europäischen Parlamentes war es, die Entwicklung bestimmter Dienstleistungsbereiche zu beleuchten und verschiedene Dimensionen von Beschäftigungsqualität aus einer Gender-Perspektive zu untersuchen. Dabei wurden schwerpunktmäßig folgende Branchen analysiert: Gastronomie, Reinigungsgewerbe, Kinderbetreuung, Pflegedienstleistungen und Einzelhandel.[6]

Darüber hinaus sind aktuelle gesellschaftspolitische Themen wie Niedriglohn, Mindestlohn, die Umsetzung des SGB II, Arbeitssituation von Frauen, der Wandel von Arbeit in der Gesellschaft, Saison-Kurzarbeitergeld oder Organisationsentwicklung in der Kinderbetreuung Gegenstand aktueller Forschungsprojekte, wobei die Ergebnisse regelmäßig von einer breiten Presse aufgegriffen werden.